# نراد فابر
نراد فابر (نام علمی: Abies fabri) نام یک گونه از سرده نراد است.